# Геїкбаїри
Геїкбаїри чи Геїк-Баїри (тур. Geyikbayırı, Geyik Bayırı) — село на півдні Туреччини, у районі Коньяалти провінції Анталія. Розташоване в передгірському районі на відстані 28 км на захід від столиці провінції міста Анталії. Село існує принаймні з XIX століття, а в XX столітті адміністративно складалося з 3 окремих поселень (або махалля): власне Геїкбаїри, Карджібаїри та Акдамлара. Населення переважно займалося сільським господарством, а з початку XXI століття розвивається рекреаційний туризм, зокрема альпінізм.

## Географія
Геїкбаїри лежить у верхів'ях долини Бога-Чай. З півдня воно межує з селом Каргарлджа, на південному сході з селом Елмін, на сході — з селом Акдамлар.
Село розташоване на висоті 650 метрів над рівнем моря. Поблизу розташована однойменна печера.

## Історія
Історія села є неясною. Походження мешканців на початку 1960-х років прослідковувалося на 5 поколінь назад, до середини XIX століття. Нижнє поселення - Акдамлар, відоме з 1904 року.
Станом на 1963 рік село складалося з трьох відокремлених кварталів-махалля:
- власне Геїкбаїри
- Карджібаїри
- долинне поселення Акдамлар

У 1960-х роках населення вело напів кочовий спосіб життя, підіймаючись вище в гори на літо, де уникало спеки та вирощувало додаткові культурні рослини. Також у селі була школа, побудована 1942 року, а мешканці Акдамлару відвідували школу в іншому селі Чакірлар.
У 2002 році Акламлар виділився в окреме сільське поселення.

## Населення
На початок 1960-х років у поселенні Геїкбаїри мешкало 366 осіб, у Карджібаїри — 155 осіб, а в Акдамларі — 237. Сумарно населення складало 758 осіб.
За переписом 1968 року сумарно в селі мешкало 755 осіб.
Населення села складає 460 мешканців на початок 2020-х років, але влітку досягає 3 тисяч за рахунок дачників. Основні заняття мешканців — тваринництво та рослинництво.

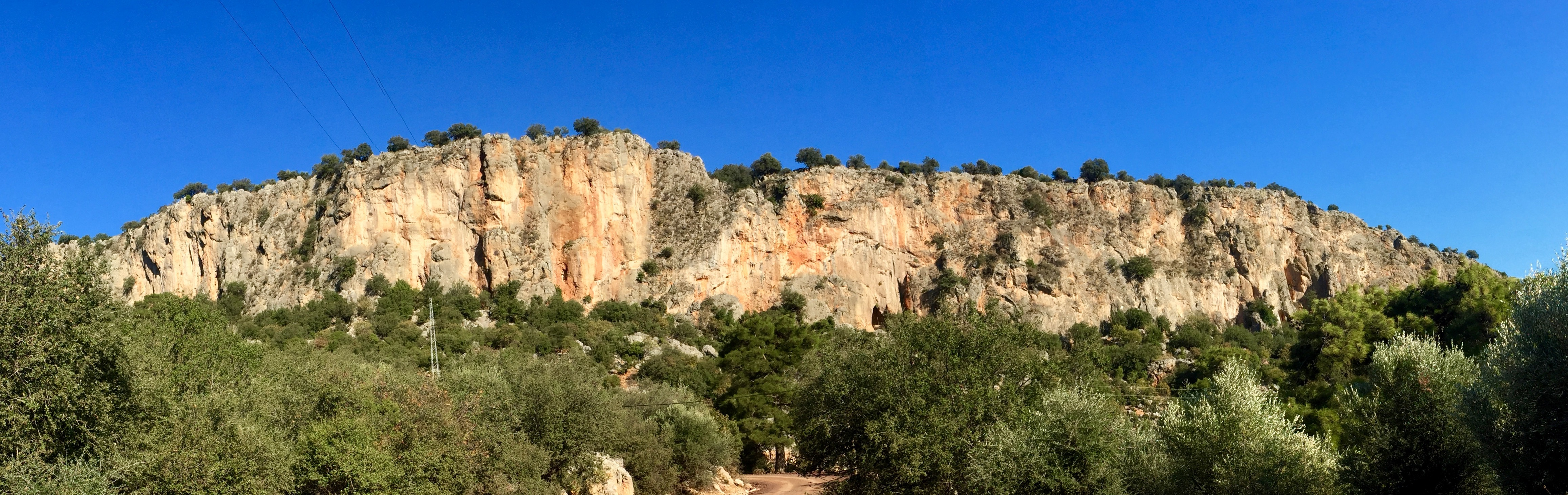
Гряда скель між Геїкбаїри та Акдамларом

У селі також наявні гостьові будинки та альпіністський кемпінг. У селі починається відомий туристичний шлях «Лікійська стежка». Поблизу села розташована півторакілометрова гряда стрімких скель, де облаштовано понад 700 маршрутів для заняття скелелазінням. Використання скель у рекреаційних цілях почалося з 2001 року. Це місце вважається найбільшим альпінстським центром Туреччини.
Серед сільськогосподарських культур вирощуються кукурудза, пшениця та овес. Наявні яблуневі, грушеві та горіхові сади. Апельсини вирощуються лише в Акдамларі.